# Carla Bellscheidt
Carla Bellscheidt (geboren 13. Januar 1994 in Essen) ist eine deutsche Basketballspielerin.

## Basketball-Karriere
Carla Bellscheidt begann ihre Karriere beim ETB SW Essen und wechselte nach Oberhausen zum dortigen Erstligisten New Basket ’92 Oberhausen, wo sie insbesondere in der weiblichen Nachwuchsbundesliga U 17 eingesetzt wurde. Nach einer Zwischenstation im Sportinternat Grünberg in der Saison 2011/2012 – dort wurde sie sowohl im Zweitligateam 2. Damen-Basketball-Bundesliga Nord als auch in der WNBL eingesetzt – wechselte sie zur Saison 2012/2013 zurück nach Oberhausen und spielte dort in der Erstligamannschaft. Ende 2012 verließ sie Oberhausen und spielte die Saison beim Zweitligisten BBZ Opladen zu Ende.
Zur Saison 2013/2014 wechselte sie in die 2. Damen-Basketball-Bundesliga Süd zum TuS Bad Aibling, mit dem sie direkt in die 1. Liga aufstieg. Zur Saison 2015/2016 wurde sie vom amtierenden Meister und Pokalsieger TSV 1880 Wasserburg verpflichtet. Die 1,83 m große Spielerin wird in der Position des Forward eingesetzt. Nach mehr als einem Jahr ohne Teameinsatz stieg Bellscheidt im November 2017 vorübergehend noch einmal bei den inzwischen nur noch in der Regionalliga spielenden Damen von NB Oberhausen ein.

### Nationalmannschafts-Karriere
Carla Bellscheidt durchlief die Jugendnationalmannschaften des DBB und wurde bei den Europameisterschaften der U16, U18 und U20 in Italien, Mazedonien und der Türkei eingesetzt. 2015 wurde sie von Nationaltrainer Bastian Wernthaler in die A-Nationalmannschaft berufen.